# 휘트니 커밍스
휘트니 커밍스(Whitney Cummings, 1982년 9월 4일~)는 미국의 희극인, 배우이다. NBC 시트콤 휘트니의 주인공이자 CBS 시트콤 투 브로크 걸즈의 공동 제작자이다.